# Lafleche
Lafleche är en ort i Kanada.   Den ligger i provinsen Saskatchewan, i den södra delen av landet, 2 300 km väster om huvudstaden Ottawa. Lafleche ligger 716 meter över havet och antalet invånare är 406.
Terrängen runt Lafleche är huvudsakligen platt. Lafleche ligger nere i en dal. Trakten runt Lafleche är nära nog obefolkad, med mindre än två invånare per kvadratkilometer.. Närmaste större samhälle är Gravelbourg, 18,6 km norr om Lafleche.
Trakten runt Lafleche består till största delen av jordbruksmark.